# Eső után (film, 1999)
Az Eső után (eredeti címén, japánul: 雨あがる (Ame agaru)) egy 1999-ben bemutatott, történelmi környezetben játszódó japán játékfilm Koizumi Takasi rendezésében, amely egy kiváló kardforgató rónin életének egy rövid szakaszát mutatja be.
A mű többet is elnyert a Japán Filmakadémia díjai közül, győzött például a legjobb film kategóriában is.

## Cselekmény
|  | Alább a cselekmény részletei következnek! |

A történet egy nagy folyó partján kezdődik, amely a hosszú, és még akkor is tartó eső miatt annyira megáradt, hogy nem lehet rajta átkelni, így a közeli Macuba fogadó megtelik vendégekkel: mintegy tucatnyi szegény ember mellett itt lakik egy jobb módú rónin, Miszava Ihei és felesége, Tajo is. A hosszú esős napok egyikén Miszava mindenki meglepetésére valahonnan sok finom ételt és italt hozat, amivel nagy jókedvre deríti az ilyen nagy lakomákat talán még soha sem látott szegényeket.
Amikor eláll az eső, arra még várni kell, hogy a folyó lejjebb apadjon. Addig is Miszava sétál egyet az erdőben, ahol véletlenül meglát egy csoport, egyébként egy klánhoz tartozó szamurájt, akik közül ketten párbajozni kezdenek. Közéjük áll, hogy megakadályozza a fölösleges vérontást, és már ekkor kiderül, hogy ő maga is ügyes kardforgató. A jelenetet meglátja a birtok és a klán ura, Sigeaki, aki rögtön ki is fejezi tetszését Miszavának, sőt, meg is hívja őt saját várába. Ott elmondja neki, hogy régóta keresnek egy kardmestert a várba, ám mindeddig nem találtak megfelelőt, de most úgy tűnik, Miszava elég tehetséges lenne a feladatra. Jó kedélyű beszélgetésbe elegyednek, ennek során pedig kiderül néhány dolog Miszava múltjából: korábban könyvelő volt egy birtokon, ám ezt a munkát nagyon megunta, és elszökött, így vándorló szamuráj lett belőle. Kardforgató technikájának különlegessége nem más, mint rendkívüli magabiztosságot sugárzó nyugodtsága, amellyel még a híres edói mestert, Cudzsi Gettant is meg tudta zavarni, aki ezért elvállalta, hogy tanítja őt a Mugai-rjú stílusra, sőt, még egy kiváló kardot is ajándékozott neki.
A birtokon élők egy részében azonban irigységet kelt, hogy egy hirtelen felbukkant kívülállót akarnak megtenni kardmesterré, aki ráadásul még ajándékokat is kap. Kezdetben csak annyit érnek el, hogy kötelező legyen előtte bemutatót tartania. Amikor erre sor kerül, és néhány embert már legyőz, de senki más nem akar kiállni ellene, Sigeaki dönt úgy, hogy akkor ő teszi próbára Miszavát, méghozzá egy valódi lándzsával, miközben a mesterjelöltnek csak fakardja van. A harcot így is Miszava nyeri, sőt, az urat még bele is löki a sövény túloldalán levő tavacskába. Amikor ezért udvariasan mentegetőzni kezd, az úr nagyon feldühödik (mint később kiderül, nem is a vereségen dühödött fel, hanem hogy a győztes milyen „irgalmat” mutatott iránta), így Miszava egyelőre visszatér a fogadóba, és nem tudja, hogy mi vár rá: megnyugszik-e az úr vagy örökre megharagudott rá. Útközben irigyeinek egy csoportja rátámad az erdőben, de ő egyedül legyőzi az egész csoportot.

Hamarosan követek érkeznek a fogadóba, akik bejelentik: hajlandók lettek volna szerződtetni kardmesterként, de kiderült, hogy Miszava a közelmúltban többször is pénzért párbajozott, ez pedig nem méltó egy ilyen pozíciót betöltő szamurájhoz, ezért mégsem lehet ő a kardmester. Ekkor derül ki, hogy az a sok finomság, amit korábban a szegények között osztott szét, az ilyen párbajok bevételéből származik. Felesége is ekkor érti meg, hogy hiba volt korábban férjét megpróbálnia lebeszélni a párbajokról, mert olyan nagy boldogság volt látni a szegények örömét. Ezt a követek szemébe is mondja, akik szó nélkül távoznak. Visszatérve elmesélik uruknak, amit hallottak, ő pedig ismét megváltoztatja döntését: mégis elfogadja Miszavát. Ő azonban eddigre már átkelt a folyón és gyalog útnak indult, ezért maga Sigeaki száll lóra és a rónin nyomába ered. A film véget ér, mielőtt utolérné.
|  | Itt a vége a cselekmény részletezésének! |

## Szereplők
- Terao Akira ... Miszava Ihei, a rónin
- Mijazaki Josiko ... Tajo, a rónin felesége
- Mifune Siró ... Sigeaki, a vár ura
- Josioka Hidetaka ... Gonnodzsó
- Harada Mieko ... az örömlány
- Nakadai Tacuja ... Cudzsi Gettan

## Díjak és jelölések
| 2001 | A japán filmakadémia díja            | Legjobb film                                                                |                  | Elnyerte |
| 2001 | A japán filmakadémia díja            | Legjobb férfi színész                                                       | Terao Akira      | Elnyerte |
| 2001 | A japán filmakadémia díja            | Legjobb forgatókönyv                                                        | Kuroszava Akira  | Elnyerte |
| 2001 | A japán filmakadémia díja            | Legjobb operatőr                                                            | Ueda Sódzsi      | Elnyerte |
| 2001 | A japán filmakadémia díja            | Legjobb világítás                                                           | Szano Takedzsi   | Elnyerte |
| 2001 | A japán filmakadémia díja            | Legjobb zene                                                                | Szató Maszaru    | Elnyerte |
| 2001 | A japán filmakadémia díja            | Legjobb művészeti rendezés                                                  | Muraki Josiró    | Elnyerte |
| 2001 | A japán filmakadémia díja            | Legjobb női mellékszereplő                                                  | Harada Mieko     | Elnyerte |
| 2001 | A japán filmakadémia díja            | Legjobb rendező                                                             | Koizumi Takasi   | Jelölés  |
| 2001 | A japán filmakadémia díja            | Legjobb színésznő                                                           | Mijazaki Josiko  | Jelölés  |
| 2001 | A japán filmakadémia díja            | Legjobb férfi mellékszereplő                                                | Mifune Siró      | Jelölés  |
| 2001 | A japán filmakadémia díja            | Legjobb szerkesztés                                                         | Aga Hideto       | Jelölés  |
| 2001 | A japán filmakadémia díja            | Legjobb hang                                                                | Benitani Kenicsi | Jelölés  |
| 2001 | Kék Szalag-díj                       | Legjobb női mellékszereplő                                                  | Mijazaki Josiko  | Elnyerte |
| 2001 | Mainicsi-filmdíj                     | Legjobb operatőr                                                            | Ueda Sódzsi      | Elnyerte |
| 2000 | Nikkan Szupócu-filmdíj               | Legjobb színész                                                             | Terao Akira      | Elnyerte |
| 2001 | Portlandi nemzetközi filmfesztivál   | Közönségdíj a legjobb első filmnek                                          | Koizumi Takasi   | Elnyerte |
| 1999 | São Pauló-i nemzetközi filmfesztivál | Mostra különdíj                                                             | Koizumi Takasi   | Elnyerte |
| 1999 | Velencei filmfesztivál               | CinemAvvenire-díj az ember és természet kapcsolatáról szóló legjobb filmnek | Koizumi Takasi   | Elnyerte |